# Mathias Rolland
Mathias Rolland, né le 31 mars 1991 à Albertville, est un skieur alpin français licencié à Courchevel en Savoie. Grand espoir du ski alpin français, il remporte la médaille de bronze en slalom le 31 janvier 2011 lors des championnats du monde junior en 2011 à Crans Montana (Suisse).

## Palmarès

### Coupe du monde
- Mathias Rolland n'a pour l'instant jamais pris part à une coupe du monde.

### Championnats du monde junior
Mathias Rolland a remporté la médaille de bronze le 31 janvier 2011 à Crans Montana en slalom derrière les Suisses Reto Schmidiger et Justin Murisier, il avait pris part l'année précédente aux mondiaux 2011 mais avait du abandonner.
| Épreuve / Édition           | Slalom             |
| Mondiaux 2010 Mont-Blanc    | Ab.                |
| Mondiaux 2011 Crans Montana | Médaille de bronze |